# Tuberolabium
Tuberolabium là một chi phong lan trong họ Orchidaceae.